# Finale UEFA Champions League 1999
De UEFA Champions Leaguefinale van het seizoen 1998/99 is de zevende finale in de geschiedenis van de Champions League. De wedstrijd vond plaats op 26 mei 1999 in Camp Nou in Barcelona. Het Duitse Bayern München stond net als tegenstander Manchester United voor het eerst in de finale van de Champions League.

## Voorgeschiedenis
Ondanks de rijke geschiedenis van beide clubs was het de allereerste keer dat Bayern München en Manchester United tegenover elkaar stonden in een Europese wedstrijd. Exact 90 jaar eerder, op 26 mei 1909, werd Matt Busby geboren. Busby is de enige trainer die ooit met Manchester United de Europacup I won.
De finale was de laatste wedstrijd van doelman Peter Schmeichel in loondienst van de Engelse club. Hij had zijn afscheid al op voorhand aangekondigd. Paul Scholes en aanvoerder Roy Keane waren geschorst en speelden niet mee. Schmeichel was daarom voor de gelegenheid aanvoerder van het elftal.
Er stonden bij Bayern tien Duitse spelers aan de aftrap, terwijl er bij Manchester vier Engelsen meededen. Bij Manchester stond de Nederlander Jaap Stam centraal in de verdediging. Doelman Raimond van der Gouw zat op de bank en kwam niet in actie.

## Openingsceremonie
Tijdens de openingsceremonie zong de Spaanse operazangeres Montserrat Caballé het nummer Barcelona. Tijdens het nummer werden beelden van Freddie Mercury op een groot elektronisch scherm getoond.

## Spectaculair slot
De finale uit 1999 is een van de meest memorabele voetbalwedstrijden ooit. De sfeer was van in het begin geladen doordat een Engelse ploeg het moest opnemen tegen een Duits team. Toch belette dat Bayern niet om al na 6 minuten op voorsprong te komen. Mario Basler, die na afloop zou worden uitgeroepen tot "Man van de Match", scoorde via een vrije trap. Manchester zocht meer dan 80 minuten lang naar een gaatje in de Duitse defensie, maar toch was het vooral Bayern dat gevaarlijk bleef. Invaller Mehmet Scholl trapte de bal na een lange actie van Basler over Schmeichel, maar de bal belandde uiteindelijk via de paal in de handen van de Deense doelman.
Bayern leek de wedstrijd onder controle te hebben en was nagenoeg zeker van de overwinning. Trainer Ottmar Hitzfeld, die twee jaar eerder de Champions League gewonnen had met Borussia Dortmund, gunde een paar dragende spelers een publiekswissel. Eerst haalde hij Lothar Matthäus naar de kant, nadien mocht ook Basler eraf. Er leek geen vuiltje aan de lucht, totdat Manchester plots begon te drukken. De Duitsers beperkten zich tot verdedigen en gaven in de blessuretijd een hoekschop weg. Doelman Schmeichel rukte uit wanhoop mee op naar het doel van Bayern. David Beckham trapte de hoekschop tot bij Dwight Yorke die de bal bij Ryan Giggs kreeg. Diens schot zou naast gaan, maar invaller Teddy Sheringham verlengde de bal in doel en zorgde na 46 minuten in de tweede helft voor de onverwachte gelijkmaker.
Bayern was van slag en Manchester rook zijn kans. De Engelsen rukten op en versierden zo'n 30 seconden na de gelijkmaker opnieuw een hoekschop. Beckham bracht de bal voor doel en Sheringham verlengde met het hoofd. Aan de tweede paal tikte invaller Ole Gunnar Solskjær de bal in het dak van het doel. De totale ommekeer was een feit. Na het laatste fluitsignaal viel een teleurgestelde Samuel Kuffour huilend op de grond.
De zege van Manchester United viel zodanig laat uit de lucht dat er zelfs al voorbereidingen waren getroffen voor de zege van Bayern. Zo hingen er aan de beker met de grote oren al lintjes in de kleuren van Bayern. Ook werd een speler van Bayern man of the match. Gebruikelijk is om een speler van het winnende team deze eer te gunnen. Een beroemde anekdote is dat UEFA-voorzitter Johansson en Bayern-voorzitter Beckenbauer vlak voor het eindsignaal, bij de 1-0 voorsprong van Bayern, alvast de lift pakten om op tijd op het veld te zijn voor de prijsuitreiking. Bij aankomst langs het veld zag de wereld er ineens compleet anders uit dankzij de twee doelpunten van Manchester United in blessuretijd. Johansson zei: Ik was helemaal in verwarring toen we beneden waren. De winnaars huilden en de verliezers juichten.

### Geschiedenis herhaalt zich
Voor Bayern was het alsof de geschiedenis zich herhaalde. In 1987 stond de Duitse club in de finale van de Europacup I tegenover FC Porto. Bayern kwam 1-0 voor en leek zeker van eindwinst. Maar de Duitsers gaven ook toen in het laatste kwartier nog twee doelpunten weg. Porto won zo in extremis de Europacup I. Lothar Matthäus was de enige speler die in beide finales van de partij was.

### Galerij

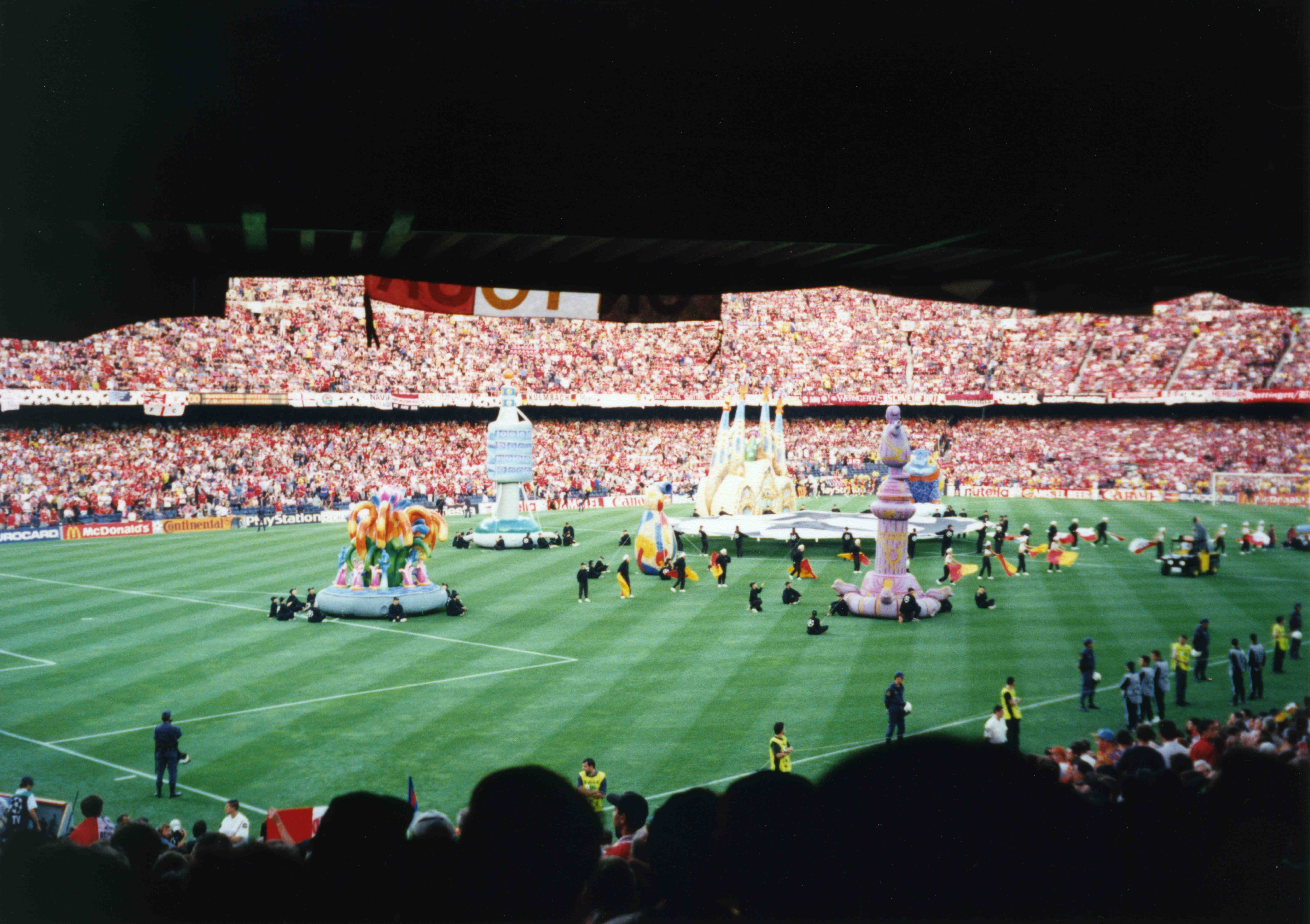
De openingsceremonie bevatte opblaasbare versies van herkenbare bezienswaardigheden in Barcelona.
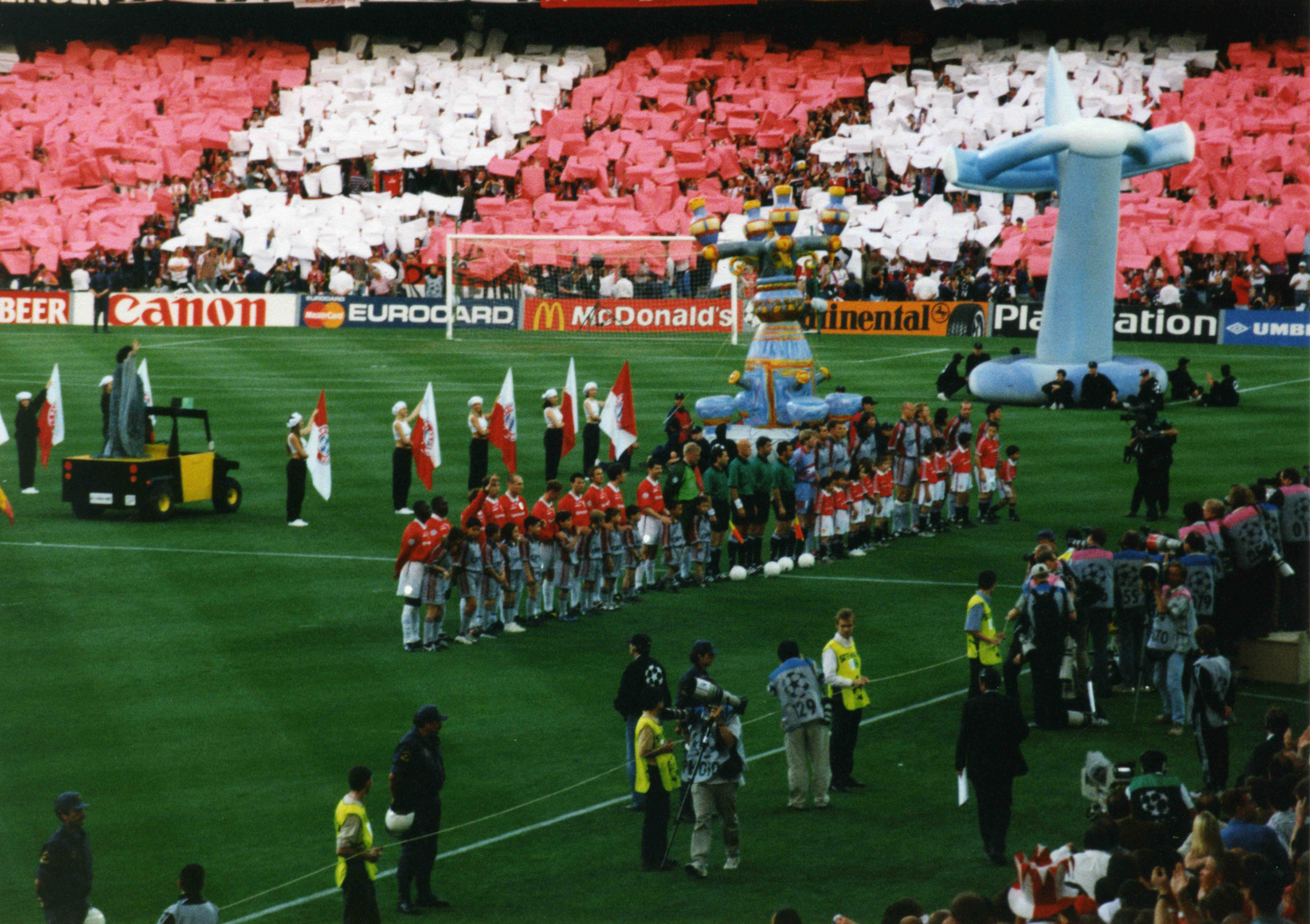
De opstellingen van beide elftallen voorafgaand aan de finale
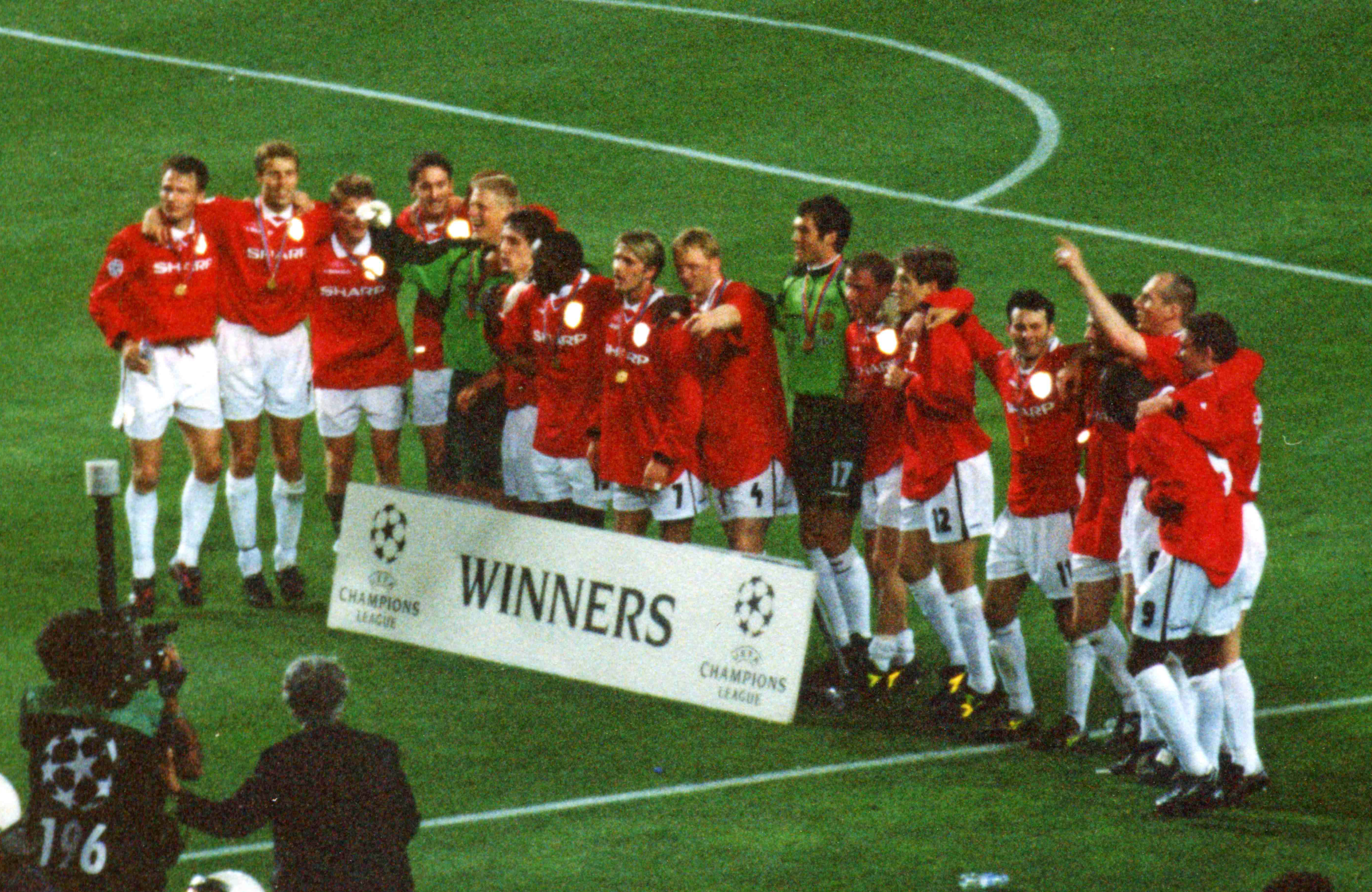
De spelers van Manchester United vieren de zege
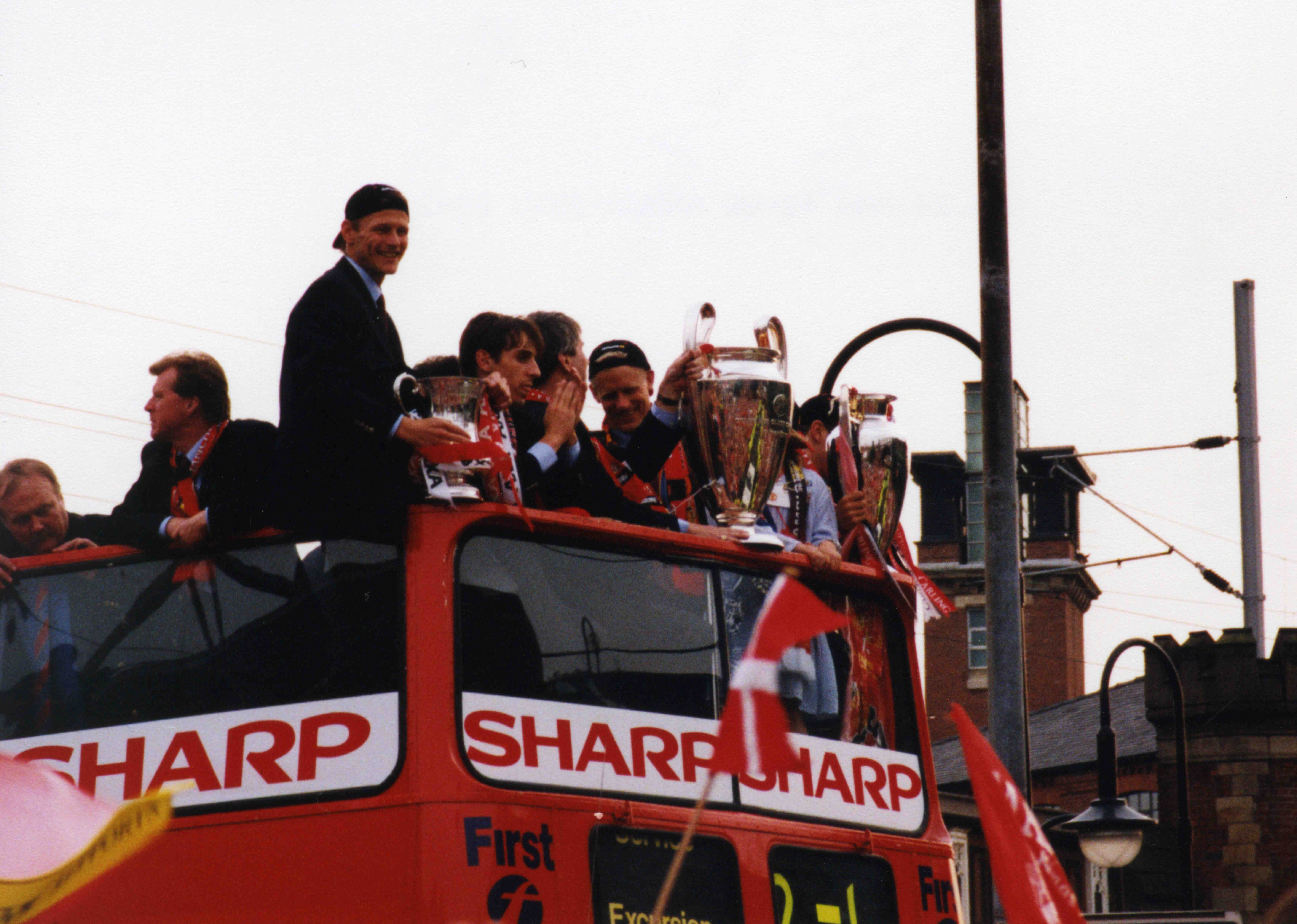
Manchester United vierde het behalen van de treble met een open bus door de straten van Manchester
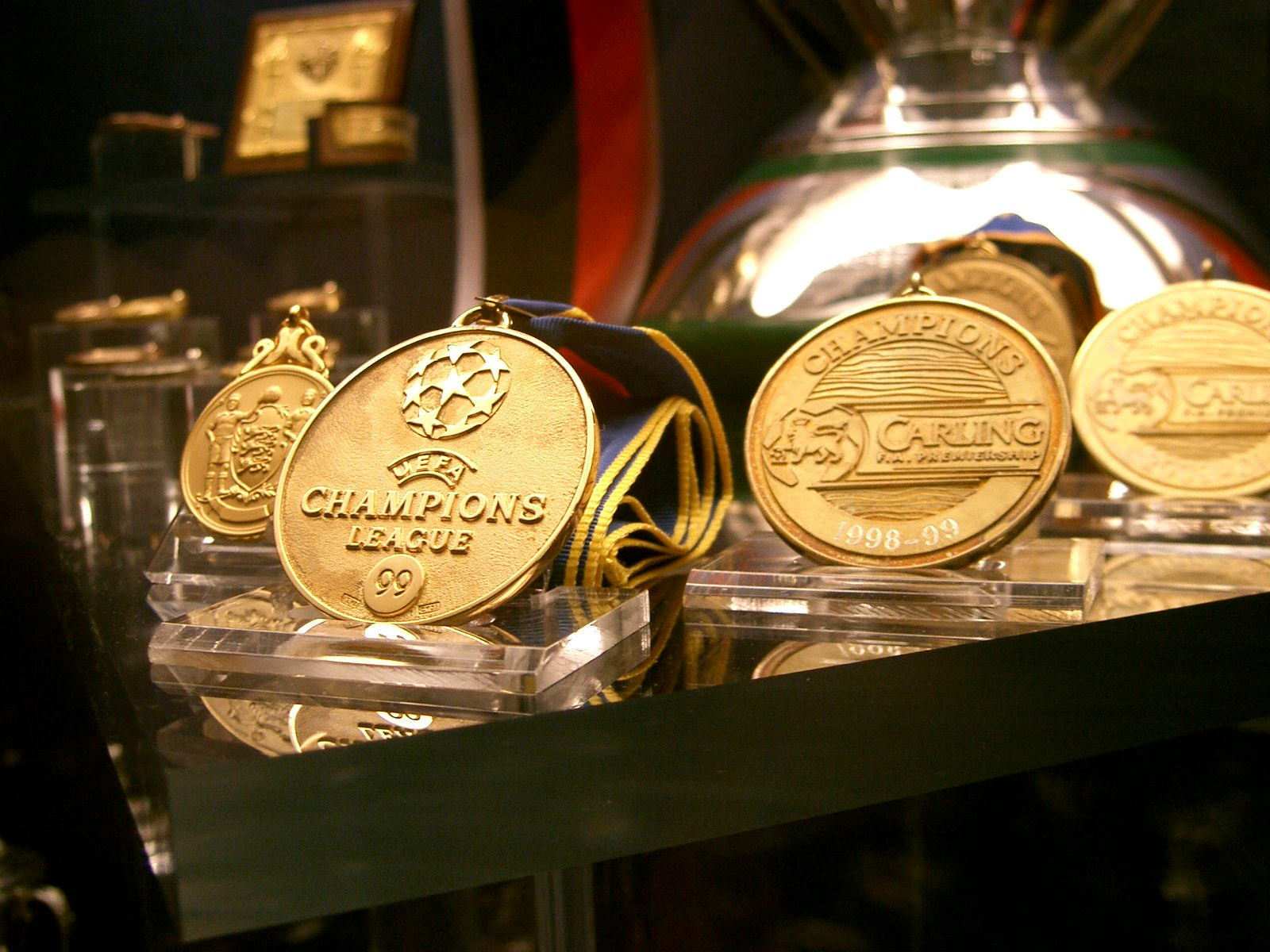
Een winnaarsmedaille van de Champions League-finale te zien in het Manchester United Museum

### Wedstrijddetails
|                           |                                 |       |                |                                                                                     |
| 26 mei 1999 20:45 (UTC+2) | Manchester United               | 2 – 1 | Bayern München | Camp Nou, Barcelona Toeschouwers: 90.045 Scheidsrechter: Pierluigi Collina (Italië) |
| 26 mei 1999 20:45 (UTC+2) | Sheringham 90+1' Solskjær 90+3' |       | 6' Basler      | Camp Nou, Barcelona Toeschouwers: 90.045 Scheidsrechter: Pierluigi Collina (Italië) |

| Man United | Bayern |

| Manchester United: |    |                      |     |
|                    |    |                      |     |
| GK                 | 1  | Peter Schmeichel     |     |
| RB                 | 2  | Gary Neville         |     |
| CB                 | 5  | Ronny Johnsen        |     |
| CB                 | 6  | Jaap Stam            |     |
| LB                 | 3  | Denis Irwin          |     |
| RM                 | 11 | Ryan Giggs           |     |
| CM                 | 7  | David Beckham        |     |
| AM                 | 8  | Nicky Butt           |     |
| LM                 | 15 | Jesper Blomqvist     | 67' |
| CF                 | 19 | Dwight Yorke         |     |
| CF                 | 9  | Andy Cole            | 81' |
| Wisselspelers:     |    |                      |     |
| GK                 | 17 | Raimond van der Gouw |     |
| DF                 | 4  | David May            |     |
| DF                 | 12 | Phil Neville         |     |
| DF                 | 30 | Wes Brown            |     |
| MF                 | 34 | Jonathan Greening    |     |
| FW                 | 10 | Teddy Sheringham     | 67' |
| FW                 | 20 | Ole Gunnar Solskjær  | 81' |
| Coach:             |    |                      |     |
| Alex Ferguson      |    |                      |     |

| Bayern München: |    |                    |            |
|                 |    |                    |            |
| GK              | 1  | Oliver Kahn        |            |
| RB              | 2  | Markus Babbel      |            |
| CB              | 25 | Thomas Linke       |            |
| CB              | 10 | Lothar Matthäus    | 80'        |
| CB              | 4  | Samuel Kuffour     |            |
| LB              | 18 | Michael Tarnat     |            |
| CM              | 11 | Stefan Effenberg   | Kreeg geel |
| CM              | 16 | Jens Jeremies      |            |
| RF              | 14 | Mario Basler       | 90'        |
| CF              | 19 | Carsten Jancker    |            |
| LF              | 21 | Alexander Zickler  | 71'        |
| Wisselspelers:  |    |                    |            |
| GK              | 22 | Bernd Dreher       |            |
| DF              | 5  | Thomas Helmer      |            |
| MF              | 7  | Mehmet Scholl      | 71'        |
| MF              | 8  | Thomas Strunz      |            |
| MF              | 17 | Thorsten Fink      | 80'        |
| MF              | 20 | Hasan Salihamidžić | 90'        |
| FW              | 24 | Ali Daei           |            |
| Coach:          |    |                    |            |
| Ottmar Hitzfeld |    |                    |            |